# Jen 17
Jen 17 (ve francouzském originále Jeune et Jolie) je francouzské drama z roku 2013, které režíroval François Ozon. Film byl poprvé představen na Filmovém festivalu v Cannes 2013 a od 21. srpna 2013 vstoupil do kin ve Francii a Belgii.

## Děj
Isabelle tráví léto u moře a slaví své sedmnácté narozeniny se svou rodinou a rodinným přítelem Peterem, o kterém se později dozví, že je milencem její matky. Isabelle přichází o panenství s mladým Němcem Félixem. Během aktu je velmi pasivní, nemá orgasmus a je celou dobu netečná. Poté se k Félixovi zachová velmi chladně a už ho nikdy nezkontaktuje. Když se vrátí do Paříže, tak se dobrovolně a skrytě vydá na dráhu prostitutky pod pseudonymem Lea poté, co jí jeden muž u školy dá své telefonní číslo.

## Obsazení
| Marine Vacth       | Isabelle                          |
| Géraldine Pailhas  | Sylvie, Isabellina matka          |
| Frédéric Pierrot   | Patrick, Isabellin nevlastní otec |
| Fantin Ravat       | Victor, Isabellin mladší bratr    |
| Johan Leysen       | Georges                           |
| Charlotte Rampling | Alice, Georgeova manželka         |
| Nathalie Richard   | Véronique, Sylviina kamarádka     |
| Akéla Sari         | Mouna                             |
| Laurent Delbecque  | Alex                              |
| Lucas Prisor       | Félix                             |
| Djédjé Apali       | Peter, přítel Véronique           |
| Serge Hefez        | psychiatr                         |
| Stefano Cassetti   | muž z hotelu                      |
| Patrick Bonnel     | muž z auta                        |
| Olivier Hamel      | muž z metra                       |
| Carole Franck      | policista                         |
| Jeanne Ruff        | Claire, Isabellina kamarádka      |